# Taraxacum sagittipotens
Taraxacum sagittipotens là một loài thực vật có hoa trong họ Cúc. Loài này được Dahlst. & Ohlsén ex G.E.Haglund miêu tả khoa học đầu tiên năm 1934.